# Peïo

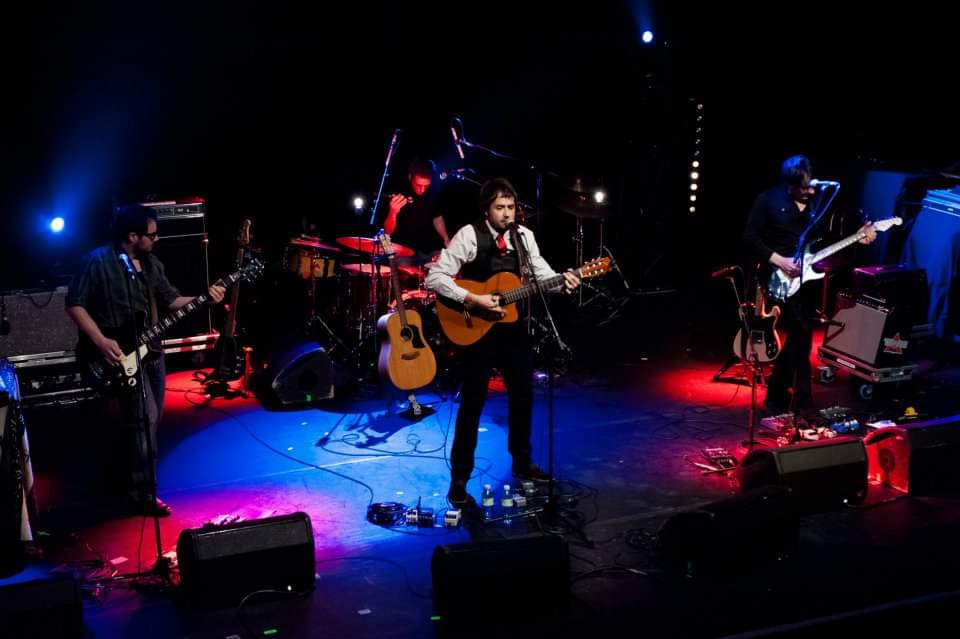
Peïo en Live à l'Alhambra à Paris

Ne doit pas être confondu avec Peio.
,Peïo est un Chanteur, un artiste peintre et un sculpteur Français né le 22 novembre 1974.

## Biographie
Peïo est un Chanteur, qui fait partie de la nouvelle vague de la chanson française depuis 2005. Il a enregistré plusieurs albums produit par son ami bassiste et producteur Alexandre Tolub. Il collabore entre autres avec des musiciens reconnus comme Seb Martel (guitariste de Camille et de M), Pierre Sangra, Toma Milteau (batterie) ou Mamah Diabaté.
Les chansons qu'il écrit racontent une fracture sociale et une vision meilleure du monde, plus humaine, plus tendre. Attiré par le folk américain, il s'inspire  d'artistes comme Elliott Smith, Rokia Traoré, Noir Désir ou encore Alain Bashung.
Aujourd'hui installé dans le sud-ouest en tant qu'artiste plasticien c’est à travers l’art du portrait qu’il développe un univers pictural sensible, poétique et coloré. La peinture et la sculpture comme médium pour évoquer la diversité des émotions de l’âme humaine. Il peint entre autres des planches de surf pour des surfeurs professionnels comme joan Duru, Maud Le car ou encore Jorgann Couzinet.

## Discographie
EP
- 2007 : Exil
- 2011 : Hors champ

Albums
- 2013 : L'Ombre et la Lumière
- 2015 : I Ni CE

## Live
Peïo a fait les premières parties de Tété, Zebda, Riké, Da Silva... il a joué à l'Alhambra à Paris en tant que Lauréat du concours Andrée Chedid avec les Têtes Raides.

## Rencontres
Peïo travaille avec Pierre Sangra, multi-instrumentiste connu pour ses collaborations avec son ami Thomas Fersen et Red Cardell parmi tant d'autres. Cette rencontre se concrétise par une collaboration musicale sur l'EP Exil paru en 2007, sur lequel Pierre Sangra enregistre des parties d'oud, de violon, d'ukulélé et de mandoline.
Peïo a enregistré au studio garage son premier album " L'ombre et la lumière" sorti en 2013 chez Believe avec Dominique Ledudal, réalisateur artistique entre autres de Tryo, Vincent Delerm, JP Nataf, Thomas Fersen . Cet album a été réalisé par Seb Martel, ancien guitariste de Matthieu Chedid ou de Rokia Traoré. les musiciens sur cet album sont : Seb Martel, Pierre Sangra, Toma Milteau et Alexandre Tolub.

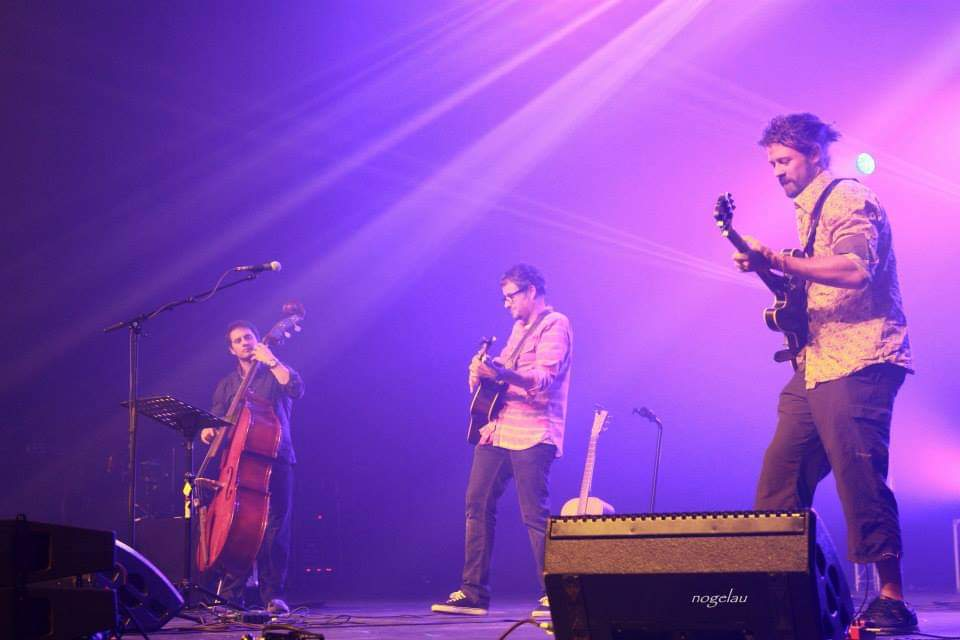
Peïo en concert

Son dernier album "I Ni Ce" a été enregistré avec la présence de Mamah Diabaté célèbre joueur de N'Goni Malien.

## Récompenses

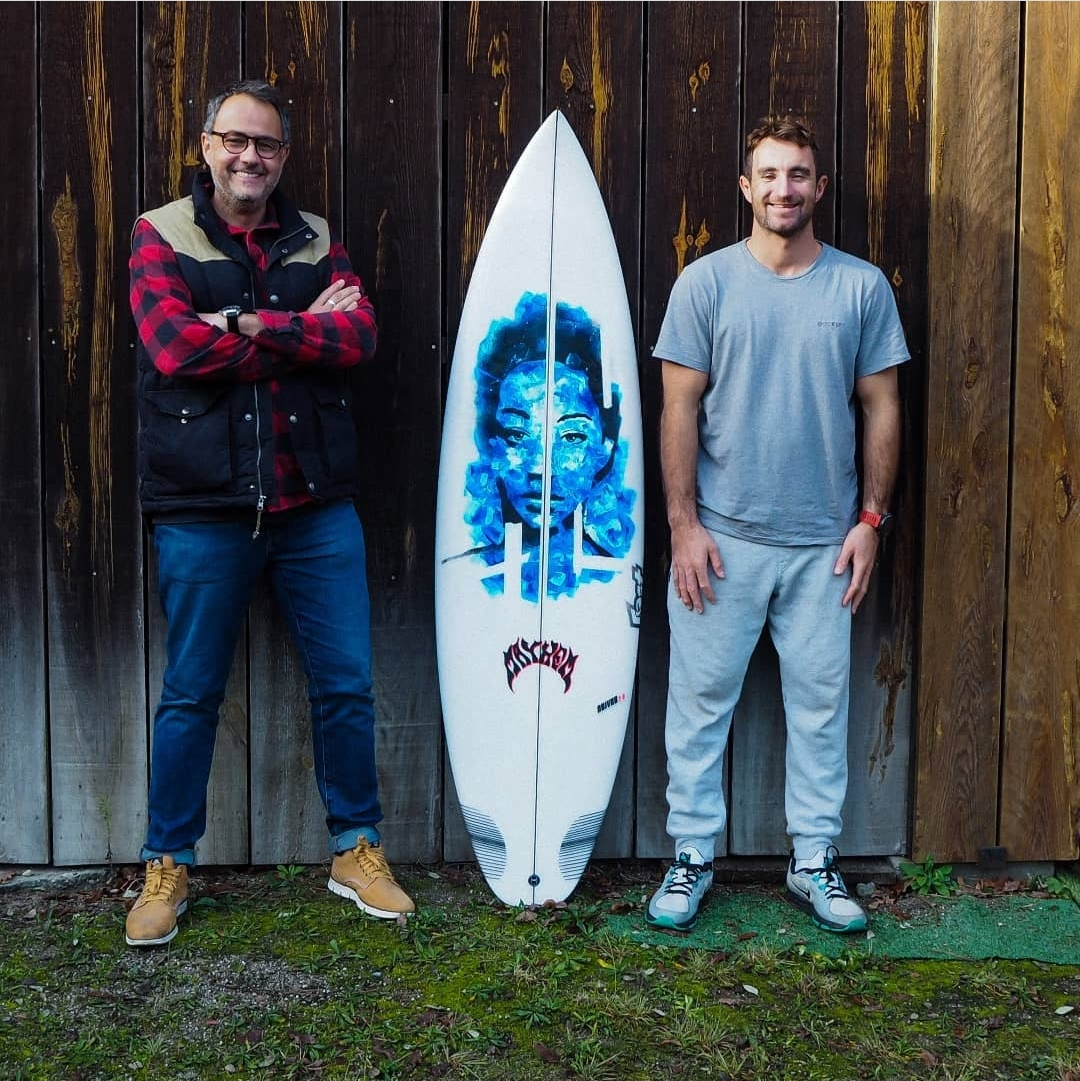
Peïo et Joan Duru avec la planche qui lui a décoré

- Lauréat 2012 du concours Andrée Chedid du poème chanté[3].